# Alfred Spitzner
Alfred Spitzner (* 19. Juli 1921 in Parsberg; † 21. Februar 1992) war ein deutscher Architekt und Politiker (CSU). Er war von 1978 bis zu seinem Tod 1992 Bezirkstagspräsident der Oberpfalz.

## Leben
Der aus einer Familie von Kirchenmalern stammende Spitzner wurde am 19. Juli 1921 in Parsberg geboren. Seine Vorfahren stammten aus Südtirol. Er studierte nach dem Besuch des Neuen Gymnasiums in Regensburg (Abitur 1940) und Kriegsdienst Architektur an der Technischen Hochschule München. Nach einer kurzen Mitarbeit in einem Münchener und Regensburger Architekturbüro machte er sich 1950 in Parsberg selbständig. Er war Bezirkstagsmitglied der Oberpfalz (seit 1970), stellvertretender Präsident des Bezirkstags (1974–1978) und schließlich ab dem 8. November 1978 Bezirkstagspräsident. Seinen Architekturberuf übte er bis zu seinem Tod 1992 neben seiner ehrenamtlichen Tätigkeit als Bezirkstagspräsident aus.

## Ehrungen
- Bundesverdienstkreuz 1. Klasse, 1984
- Bayerischer Verdienstorden
- Ehrenmitglied der katholischen Studentenverbindung KDStV Rupertia Regensburg, 1983